# Croton garckeanus
Espèce
 Croton garckeanus est une espèce de plantes à fleurs du genre Croton et de la famille des Euphorbiaceae, présente du Brésil à l'Uruguay.
Il a pour synonymes :
- Croton garckeanus var. abortivus, (Müll.Arg.) Müll.Arg., 1873
- Croton garckeanus lusus abortivus, (Müll.Arg.) Müll.Arg., 1866
- Croton garckeanus var. genuinus, Müll.Arg., 1866
- Croton garckeanus var. guaraniticus, Chodat et Hassl., 1905
- Croton garckeanus forma latifolius, Chodat et Hassl.,
- Croton garckeanus var. major, Müll.Arg., 1866
- Croton myriadenus, Müll.Arg., 1865
- Croton myriadenus lusus abortivus, Müll.Arg., 1865
- Croton myriadenus var. normalis, Müll.Arg., 1865
- Croton myriadenus var. parvifolius, Müll.Arg., 1865
- Oxydectes garckeana, (Baill.) Kuntze,